# Bregninge Kirke (Lolland)
 For alternative betydninger, se Bregninge Kirke. (Se også artikler, som begynder med Bregninge Kirke)
Bregninge Kirke (eller Grønnegade Kirke) er en middelalderlig kirke i den lille bebyggelse Grønnegade på det østlige Lolland. Kirken har navn efter landsbyen Bregninge, ca. 1 km mod nord, som dog heller ikke er mere end nogle få gårde stor. Endelsen -inge signalerer ellers gammel og stor. Nabobyen Kettinge er således en af Lollands største landsbyer.
Kirken er også lille og uden tårn. Til gengæld ligger den på et af egnens højeste punkter tæt på de få gårde i Grønnegade, som ligger i en lavning. Kirkens alder er ikke fastslået, men skibet og koret er i romansk stil og menes at være fra omkring 1100. Våbenhuset er en senere tilbygning i gotisk stil. Den nuværende klokkestabel er af nyere dato. Kirken var frem til 1695 annekskirke til Herritslev Kirke og siden til Kettinge Kirke.

## Inventar
Kirkens alter er fra 1879, mens tavlen er fra ca. 1610 ligesom prædikestolen. Døbefonten er tidlig romansk og måske samtidig med kirken.

## Bregninge-stenen
I stengærdet omkring kirken, registrerede man i 1627 en runesten, der sandsynligvis oprindeligt stod på marken vest for kirken. Den blev senere flyttet til Nationalmuseet, men i 2017 opstillede Nysted og Omegns Fællesråd i samarbejde med menighedsrådet en kopi ved kirkegårdens hovedindgang.
- klokkestabel
- Bregningesten-kopien

## Eksterne kilder og henvisninger
- Otto Norn: Danmarks kirker, Maribo Amt b. 2
- Bregninge runestenen Arkiveret 12. marts 2005 hos  Wayback Machine
- Bregninge Kirke hos KortTilKirken.dk
- Bregninge Kirke hos danmarkskirker.natmus.dk (Danmarks Kirker, Nationalmuseet)